# Lógica da informação
A lógica da informação, ou a teoria lógica da informação, considera o conteúdo de informação de sinais lógicos e expressões ao longo das linhas de, inicialmente, desenvolvida por Charles Sanders Peirce. Nesta linha de trabalho, o conceito de informação serve para integrar os aspectos de sinais e expressões que são cobertos separadamente, por um lado, por conceitos de denotação e de extensão, e, por outro lado, os conceitos de conotação e de compreensão.
Peirce começou a desenvolver essas idéias em suas palestras "On the Logic of Science", na Universidade de Harvard (1865) e no Instituto Lowell (1866).